# Formica clymene
Formica clymene é uma espécie de formiga do gênero Formica, pertencente à subfamília Formicinae.